# Uromyces ari-triphylli
Uromyces ari-triphylli is een autoecische schimmel in de familie Pucciniaceae. Hij komt voor op Arisaema en Peltandra.

## Verspreiding
Uromyces ari-triphylli komt voor in het oosten van Noord-Amerika en Europa.

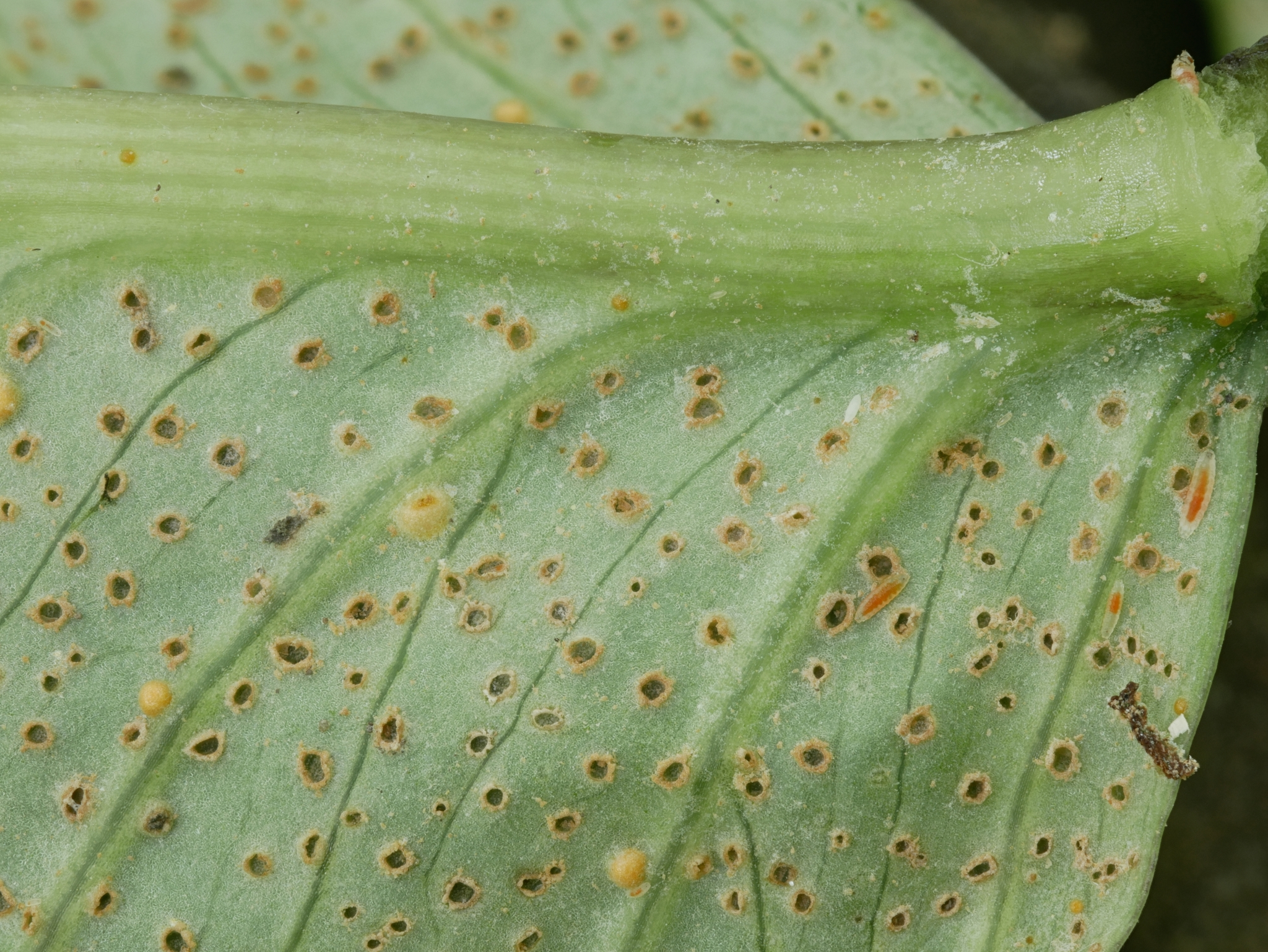
Aecia met enkele spermogonia en de larven van een Mycodiplosis-soort, die van de aeciosporen vreten
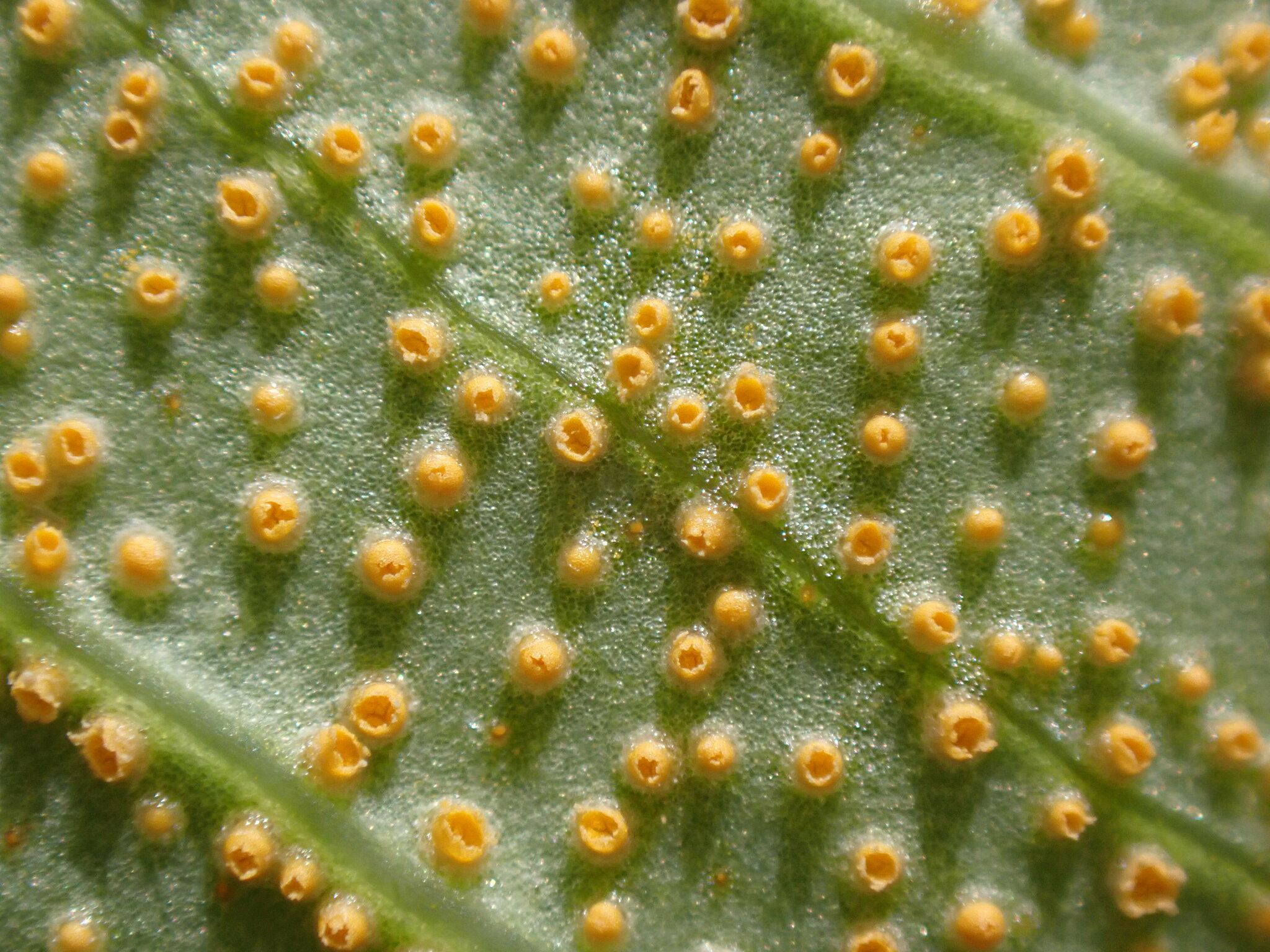
Aecia